# 艾薇塔运动
艾薇塔运动（西班牙語：Movimiento Evita）是阿根廷的一个左翼政治组织。该组织成立于2004年6月，得名于前阿根廷第一夫人伊娃·庇隆（昵称“艾薇塔”）。该组织的意识形态是基什内尔主义、左翼民族主义。该组织的秘书长是Emilio Pérsico。该组织的总部位于布宜诺斯艾利斯。该组织是圣保罗论坛的成员。